# 荒川博司
荒川 博司（あらかわ ひろし、1939年？ - 2001年3月1日）は、日本の元ラグビーユニオン選手、指導者。

## 来歴
天理大学出身。
監督就任当初、無名的存在だった大阪工業大学高等学校ラグビー部を全国強豪チームへと育て上げ、1977年度に開催された第57回全国高等学校ラグビーフットボール大会（以下、全国高校ラグビー大会）において、当時、「超高校級選手」と謳われた河瀬泰治らを擁し、大阪府勢として、1950年度の大阪府立天王寺高等学校以来となる同大会の優勝をもたらしたことで、『高校ラグビー界の名将』と謳われるようになった。
以後監督として、全国高校ラグビー大会では1981年度と1988年度（ただし、決勝戦を前にして1989年1月7日早朝に昭和天皇が崩御したために決勝戦が中止、茗溪学園高校との両校優勝となった。）に優勝をもたらした。またこの間、ラグビー高校日本代表チームの監督も歴任した経験を持つ。その後、野上友一に監督を譲り、自らは総監督として挑んだ1995年度にも全国高校ラグビー大会で優勝をもたらした。
そしてこの間、後にラグビー日本代表となる選手を多数輩出したことでも知られる。
また、中村誠が長年に亘って率いてきた国学院久我山高校とは『高校ラグビー界の宿命のライバル』として鎬を削った他、山口良治率いる伏見工業高校と決勝で対戦した1980年度の全国高校ラグビー大会では敗れはしたものの、同大会史上に残る名勝負として今も語り継がれている。
2001年3月1日、食道癌のため死去。62歳没。

## エピソード
- 監督在任当時は、帽子を深く被り、サングラスにダウンジャケットという独特の出で立ちをしていたことで有名。ひいては、ドラマ、スクール☆ウォーズにおける、江川恭司（配役：番哲也）のモデルとなった。しかし、教え子でもあった野上友一に監督の座を譲ってからは脱帽し、またサングラスではなく普通の眼鏡という出で立ちに変わった。